# Saturno I
El Saturno I (Saturn I) fue el primer cohete de múltiples motores de los Estados Unidos. Sus tanques provenían de los tanques de los cohetes Júpiter y Redstone y su primera etapa procedía del misil SM-64 Navaho.
El Saturno I comenzó en abril de 1957 como concepto de cohete pesado, llamado Juno V por la Agencia de Misiles Balísticos del Ejército (ABMA) de Estados Unidos, y fue renombrado como Saturno en febrero de 1959. Fue diseñado para ser construido utilizando los materiales ya existentes del Júpiter IRBM y Redstone MRBM. También usaba ocho motores modificados del Thor IRBM, el S-3D, que se llamaría H-1.
Al diseñar el Saturno I la ABMA intentaba anticiparse a las necesidades del Departamento de Defensa para lanzar los nuevos satélites militares en el período de 1960 a 1962. La ABMA consideró al Juno V un vehículo de transporte general para la investigación y desarrollo de armas espaciales de ataque y defensa.
Ciertas tareas específicas fueron previstas para las Fuerzas Armadas, incluyendo satélites de navegación para la Armada, satélites de reconocimiento, comunicaciones y meteorológicos para el Ejército y la Fuerza Aérea, apoyo para misiones tripuladas de la Fuerza Aérea y suministros superficie a superficie para el Ejército en distancias de hasta 6400 km. Para la NASA, los planes de la ABMA consideraban las posibilidades del Juno V como soporte para satélites, sondas espaciales y estaciones espaciales, y para pruebas de un motor de 6,7 MN y otros sistemas de propulsión.
Finalmente, el Departamento de Defensa decidió que el Saturno I era demasiado grande y costoso para cualquier misión militar, incluyendo las tripuladas hacia el espacio. También pensaron que los grandes vehículos de lanzamiento de la clase Saturno deberían ser responsabilidad de la NASA porque no había una necesidad militar urgente de ellos.
El 1 de julio de 1960 la ABMA fue transferida a la NASA y el Saturno se convirtió en parte del programa Apolo. El Departamento de Defensa se sirvió de los cohetes de la familia Titan para sus necesidades, en especial de los Titan III y Titan IV. Un Titan III podía llevar la misma carga útil que un Saturno IB pero con un coste de fabricación y lanzamiento menores.

## La fase S-I
La primera sección, la S-I, estaba compuesta por ocho motores H-1 para su lanzamiento, nueve contenedores para los propelentes, ocho aletas estabilizadoras, la estructura para soportar los motores y otros componentes.
Los contenedores para los combustibles eran tanques del Redstone. Cuatro para oxígeno líquido (LOX), pintados de blanco, y cuatro para el RP-1 (queroseno), pintados de negro. Estaban agrupados alrededor de un tanque central del Júpiter, que contenía LOX.
EL motor H-1 tenía una fuerza de empuje de 890 kN, usando LOX como oxidante y RP-1 de combustible. Se usaba como impulsor para los cohetes Delta y Júpiter. Estaba diseñado a partir del misil Navajo, simplificándolo y mejorándolo para el Saturno. Posteriormente, su fuerza de empuje aumentó a 912 kN. El H-1 fue el precedente del motor F-1, que sería usado en los Saturno V.
Los cuatro motores exteriores podían ser dirigidos, lo que significaba que se usaban para guiar adecuadamente al cohete. Sin embargo, esto requería más elementos en los motores.

## La fase S-IV
La etapa S-IV estaba impulsada por seis motores RL-10 que podían ser dirigidos. El combustible era oxígeno líquido (LOX) e hidrógeno líquido (LH2). Esta fase fue construida como una estructura común, lo que significa que cada tanque de propelente estaba directamente conectado a otra. Esto permitía ahorrar casi diez toneladas de peso.
El motor RL-10 fue el primero alimentado por hidrógeno líquido. Conseguía un empuje de 66,7 kN y, además del Saturno I, fue usado en algunos cohetes Atlas y Titan.

### Especificaciones
- Altura: 12,2 m
- Diámetro: 5,5 m
- Motores: 6 RL-10
- Fuerza de empuje total: 400 kN
- Combustible: hidrógeno líquido (LH2)
- Oxidante: oxígeno líquido (LOX)
- Duración del vuelo: 410 segundos apróx.
- Altitud: hasta 450 km

## La unidad de instrumentos
La unidad de instrumentos del Saturno I tenía forma de anillo que se acoplaba a la parte superior de la segunda etapa. Esta solo fue usada en los lanzamientos del SA-5 al SA-10. El equipo utilizado en la unidad de instrumentos fue usado para probar los conceptos de diseño para la futura unidad de instrumentos del Saturno V.
Algunos componentes de la unidad de instrumentos del Saturno I son iguales a los utilizados en el Saturno IB. La computadora de control y una plataforma inercial eran similares en diseño y funcionamiento a los usados en la versión actualizada del cohete, el Saturno IB. La unidad de instrumentos se fabricó en el Marshall Space Flight Center.

### Especificaciones
- Altura: 0,9 m
- Diámetro: 3,9 m
- Masa: 2769 kg

## Tabla de lanzamientos de los Saturno I
| Número de serie | Misión | Fecha de lanzamiento     | Notas |
| --------------- | ------ | ------------------------ | --- |
| SA-1            | SA-1   | 27 de octubre de 1961    | Primer vuelo de prueba. Bloque I. Suborbital. Distancia de 398 km, apogeo de 136,5 km. Masa en el apogeo de 52 500 kg.                                                                                        |
| SA-2            | SA-2   | 25 de abril de 1962      | Segundo vuelo de prueba. Bloque I. Suborbital. 86 000 kg de agua soltados en un apogeo de 145 km. |
| SA-3            | SA-3   | 16 de noviembre de 1962  | Tercer vuelo de prueba. Bloque I. Suborbital. 86 000 kg de agua soltados en un apogeo de 167 km. |
| SA-4            | SA-4   | 28 de marzo de 1963      | Cuarto vuelo de prueba. Bloque I. Suborbital. Fase S-IV de prueba. Apogeo de 129 km, distancia de 400 km. |
| SA-5            | SA-5   | 29 de enero de 1964      | Primera segunda etapa S-IV real. Órbita de 760 por 264 km. Masa de 17 550 kg. Caída el 30 de abril de 1966.                                                                                                   |
| SA-6            | A-101  | 28 de mayo de 1964       | Primer lanzamiento con el escudo protector Apolo. Bloque II. Órbita de 204 por 179 km. Masa de 17 650 kg. Caída del escudo protector el 1 de junio de 1964.                                                   |
| SA-7            | A-102  | 18 de septiembre de 1964 | Segundo lanzamiento con el escudo Apolo. Bloque II. Órbita de 203 por 178 km. Masa de 16 700 kg. Caída del escudo Apolo el 22 de septiembre de 1964.                                                          |
| SA-9            | A-103  | 16 de febrero de 1965    | Primer satélite Pegasus para el estudio de micrometeoritos. Órbita de 523 por 430 km. Masa 1450 kg. Caída del Pegasus 1 el 17 de septiembre de 1978. Caída del escudo protector Apolo el 10 de julio de 1985. |
| SA-8            | A-104  | 25 de mayo de 1965       | Segundo satélite Pegasus. Órbita de 594 por 467 km. Masa de 1450 kg. Caída del Pegasus 2 el 3 de noviembre de 1979. Caída del escudo protector el 8 de julio de 1989.                                         |
| SA-10           | A-105  | 30 de julio de 1965      | Tercer satélite Pegasus. Órbita de 567 por 535 km. Masa de 1450 kg. Caída del Pegasus 3 el 4 de agosto de 1969. Caída del escudo protector el 22 de noviembre de 1975.                                        |